# Clubiona japonica
Clubiona japonica este o specie de păianjeni din genul Clubiona, familia Clubionidae, descrisă de L. Koch, 1878. Conform Catalogue of Life specia Clubiona japonica nu are subspecii cunoscute.